# Международен координационен комитет на националните институции за правата на човека
Международният координационен комитет на националните институции за правата на човека, съкратено назоваван Международен координационен комитет (на английски: International Coordinating Committee) или с инициали МКК (ICC), е неправителствена организация със седалище в Женева. Представлява световна мрежа на националните институции за правата на човека (НИПЧ) – административни органи, учредени с цел да насърчават, защитават и наблюдават положението на правата на човека в съответната държава. Международният координационен комитет на националните институции за насърчаване и защита правата на човека, както е пълното официално име на институцията, координира връзката на НИПЧ с международната система за защита на правата на човека на ООН.
МКК е уникален с това, че е единственият орган, който не е част ООН, но чиято вътрешна система за акредитация, основана в съответсвие с Парижките принципи, дава достъп до комисиите на ООН. Акредитираните от МКК институции се класифицират в система от 3 класа – A, B и C – според степента им на съответствие с Парижките принципи.
Българските органи, акредитирани като НИПЧ от МКК, са омбудсманът и Комисията за защита от дискриминация, които през октомври 2011 г. получават акредитация с клас B.

## История
Международният координационен комитет е учреден през 1993 г. като нестопанска организация по смисъла на чл. 60 и следващи от Гражданския кодекс на Швейцария със седалище в Женева.